# Seehandbuch
Das Seehandbuch (auch Segelanweisung, englisch: Sailing Directions) ist ein praktisches Kompendium der Nautik mit Verzeichnissen der Ozeane, Schifffahrtsstraßen, Wetter- und Naturbeobachtungen, gesetzlichen Regelungen der einzelnen Länder sowie der Häfen mit ihren Einrichtungen und Ansteuerungen. Seehandbücher werden in Deutschland seit 1990 vom Bundesamt für Seeschifffahrt und Hydrographie herausgegeben. Seit geraumer Zeit werden vom BSH nur noch Seehandbücher für die deutsche Ostsee- und Nordseeküste herausgegeben.
Die vergleichbaren, englischsprachigen Sailing Directions der US-amerikanischen National Geospatial-Intelligence Agency können kostenlos aus dem Internet heruntergeladen werden.

## Geschichte
Bis ins 18. Jahrhundert waren die Segelanweisungen die Basis der nautischen Navigation. Erst im Zuge der Entstehung präziser Seekarten nahm ihre Bedeutung etwas ab, bzw. verschob sich in Richtung detaillierter Angaben über Schifffahrtswege.
Das älteste deutsche Seebuch stammt aus der Zeit um das Jahr 1470 und beruht auf Quellen, die teilweise bis in die erste Hälfte des 14. Jahrhunderts zurückreichen. Es enthält Gezeiten- und Gezeitenstromangaben, Meerestiefen und Grundbeschaffenheiten, Reeden, Häfen, Kurse und Ansteuerungsanweisungen. In früherer Zeit war der Erfahrungsschatz der Seeleute, die küstennahe Navigation betreffend, mündlich weitergegeben worden.
In der Neuzeit gab das British Hydrographic Department der Royal Navy seit 1828 die als Pilots bekannten Sailing Directions heraus. Seit 1863 veröffentlichte in Deutschland auch das Hydrographische Bureau Informationen für die Schifffahrt als Nachrichten für Seefahrer. Seit 1883 wurden sie wöchentlich als selbständige Veröffentlichung gedruckt. Seit 1867 wurden „Segelanweisungen“ für die deutsche Küste verarbeitet, seit 1878 in Buchform. Mit der Zeit entstanden dann zunächst für die heimischen Gebiete vollständige Seehandbücher.
Ab 1885 bis zum Ende des Zweiten Weltkrieges wurden für die weltweite Seefahrt 63 Seehandbücher herausgegeben.

## Beispiele
- Ostsee-Handbuch, I. Teil: Polen, Balten-Republiken, Russland und Finnland ISBN 3-89871-087-4
- Naturverhältnisse Mittelmeer und Schwarzes Meer Teil B zu den Handbüchern Mittelmeer Erster bis Fünfter Teil ISBN 3-89871-063-7
- Mittelmeer-Handbuch, Fünfter Teil Die Levante, Schwarzes Meer und Asowsches Meer ISBN 3-89871-051-3

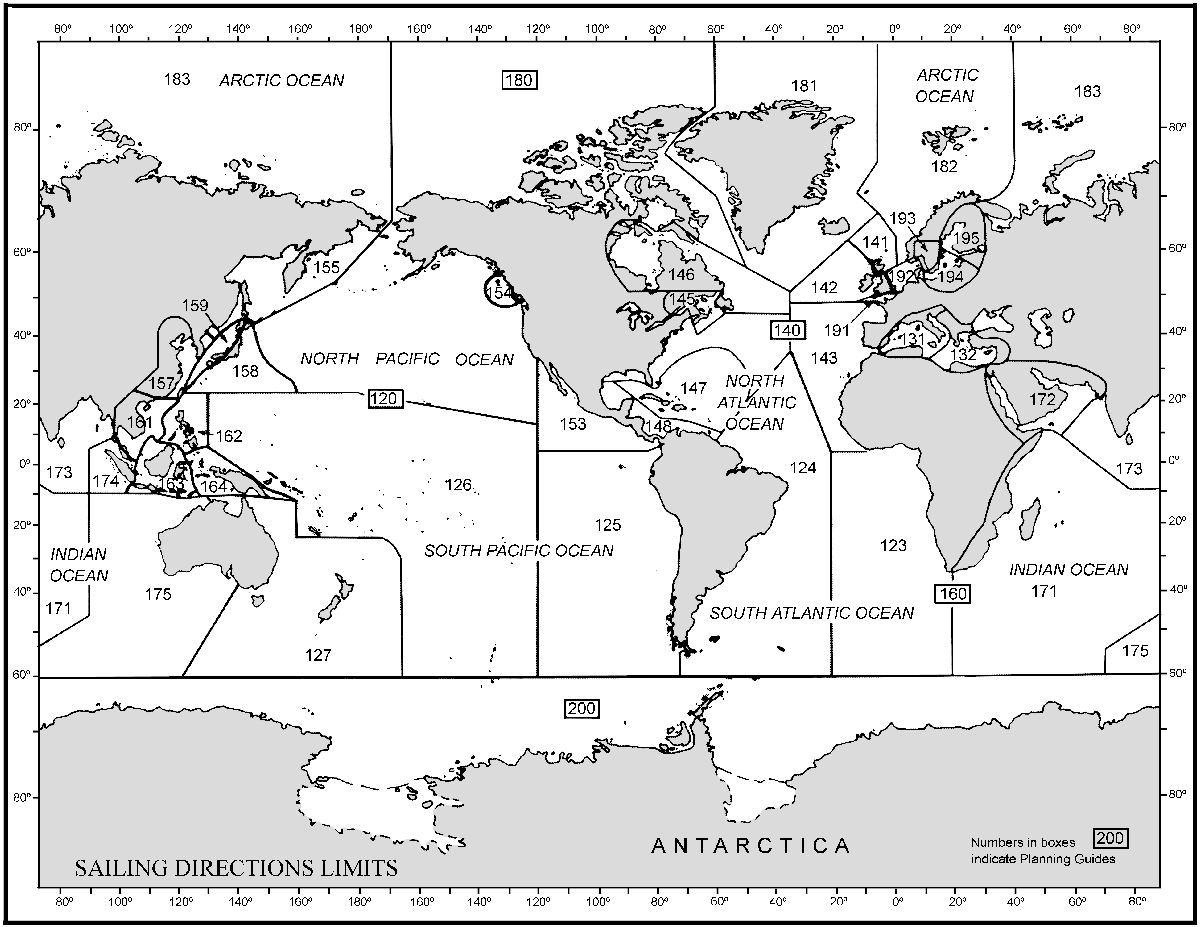
Übersichtskarte der Sailing Directions. Die Zahlen in den Quadraten zeigen die Gebiete der einzelnen Planning Guides an.